# Editorial Creo
Editorial Creo va ser una editorial, situada a València, fundada pel dibuixant José Luís Macías Sampedro i els impressors Laguarda i Llorens en 1958. Dedicada a la producció de còmics fins a la seva desaparició el 1961, va ser l'única alternativa a altres editorials locals com a Valenciana i Maga, en general el dibuix de les seves publicacions era cuidat i molt ben acabat.

## Trajectòria editorial
Segons el crític Pedro Porcel, el tancament de l'editorial obeeix a diverses causes, entre les quals destaca la falta de rendibilitat econòmica, que va provocar que els seus autors anessin a treballar per editorials angleses que oferien millors salaris.

## Col·leccions de còmics
| Títol                    | Format  | Mida        | Periodicitat | Guió              | Dibuix                                           | Nombre | Preu      | Any  | Comentari       |
| ------------------------ | ------- | ----------- | ------------ | ----------------- | ------------------------------------------------ | ------ | --------- | ---- | --------------- |
| Capitán Hispania         | Quadern | 17 x 24 cm. | Setmanal     | Federico Amorós   | Juan González Alacreu                            | 28     |           | 1958 |                 |
| Davi-Roy                 | Quadern | 17 x 24 cm. | Setmanal     | Federico Amorós   | José Luís Macías Sampedro, Agustín Navarro Costa | 28     | 1,50 pts. | 1958 |                 |
| Ayax, el griego          | Quadern | 17 x 24 cm. | Setmanal     | Vicente Tortajada | José Luís Macías Sampedro                        | 20     | 1,50 pts. | 1960 |                 |
| Ric Rice                 | Quadern | 17 x 24 cm. | Setmanal     | Vicente Tortajada | Luis Coch                                        | 20     | 1,50 pts. | 1960 |                 |
| Diana, flores del azahar | Quadern | 17 x 24 cm. | Setmanal     |                   | Alfredo Sanchis Cortés, María Pilar Mir          | 20     | 1,50 pts. | 1960 | Gènere romàntic |
| Jim Dale la Màscara      | Quadern | 17 x 24 cm. | Setmanal     | Federico Amorós   | Juan González Alacreu                            | 14     |           | 1961 |                 |
| Hombres de Ley           | Revista | 24 x 16 cm. | Setmanal     |                   | VV. AA.                                          | 23?    |           | 1961 | Gènere policíac |